# Sevilla Atlético Club
El Sevilla Atlético es el equipo filial del Sevilla Fútbol Club. Fue fundado en 1950 y la temporada 24-25 militará en Primera División RFEF, tercera categoría del fútbol español, tras ser campeón y ascender en la temporada 23-24 en el Grupo 4 de Segunda División RFEF. Juega como local en el estadio Jesús Navas.
El objetivo del Sevilla Atlético, como el resto de los clubes filiales, no es la consecución de logros deportivos, sino formar jugadores jóvenes que luego puedan jugar en el primer equipo. Como filial, ha de jugar en categorías inferiores a la del primer equipo y no le está permitido participar en la Copa del Rey. Solo se puede componer de jugadores menores de 23 años o, en su defecto, menores de 25 años con contrato profesional con el primer equipo.

## Historia

### 1950-1958: Club Deportivo Puerto; antecedentes, orígenes y éxitos deportivos
El Sevilla Atlético nació el 1 de marzo de 1950 con la denominación de "Club Deportivo Puerto", un club administrado por la Junta de Obras del Puerto de Sevilla, siendo uno de los muchos clubes que existían en la ciudad de Sevilla, como el "Recreativo Su Eminencia", el "Triana CF" o el "Calavera CF". Jugaban de locales en el Campo de la Reina Victoria y su equipación consistía en una camiseta de color amarillo, con una franja ancha horizontal azul marino (algunas fuentes hablan de negro), y calzonas del mismo color que la franja. Rápidamente cosecharon sucesivos éxitos deportivos, como el subcampeonato de la Primera Categoría Local en la temporada 51-52 que le permitió ascender a la Primera Categoría bajo la presidencia de Joaquín Ortiz Ruiz, llegando a ascender a la Tercera División en la temporada 54-55. Allí permanece en los siguientes años, llegando a rozar el ascenso a la Segunda División en la temporada 55-56, pero a pesar de ello el club no contaba con el apoyo suficiente del público, lo que hizo que los altos cargos se planteasen adherirse al Sevilla Fútbol Club, debido a la gran relación tanto institucional como deportiva que tenían ambos clubes.
Tras varias reuniones de las directivas del club portuario con las del Sevilla FC en 1958, el CD Puerto pasaría a ser incorporado en el club sevillista como primer filial, conservando en principio su denominación, su nombre y sus emblemas.

### 1958-2000: Comienzos como filial sevillista y estabilidad deportiva
En su primera temporada como filial sevillista (58-59) logra el 4.º puesto con 36 puntos, acercándose así al objetivo que tenían pensado los directivos sevillistas, que era llegar a la Segunda División. En la campaña 59-60 el club finalmente alcanza el 2.º puesto, lo que da derecho a jugar la promoción de ascenso a la Segunda División, pero cae en la primera eliminatoria ante el Algeciras CF. La directiva sevillista se plantea entonces si desvincular al club o incorporarlo de forma definitiva a la estructura del club. Finalmente deciden lo segundo, y tras barajar varios nombres como el "Club Deportivo Sevilla", el "Híspalis CF" o el "Deportivo Giralda", el CD Puerto pasa a cambiar su nombre y su escudo, denominándose "Sevilla Atlético Club" el 1 de agosto de 1960. También cambió su indumentaria, que consiste en una camiseta blanca con una franja diagonal en rojo y pantalón negro. El Sevilla Atlético Club tiene unos comienzos exitosos, proclamándose campeón de Tercera División en las temporadas 60-61, y 61-62, alcanzando el ascenso a Segunda División esta última temporada de la mano del técnico Diego Villalonga y tras derrotar el 20 de mayo de 1962 al CD Lugo en la eliminatoria final por el ascenso por 4-0. Sin embargo, el Sevilla Atlético Club sólo consigue estar un año en Segunda División, finalizando en decimoquinta posición y comenzando una travesía en la cual el club milita en Tercera División hasta el año 1973. En ese año, el club desciende a categoría regional por primera y única vez en su historia, militando en dicha categoría durante tres años, hasta el año 1976 en el cual retorna a Tercera División. Desde entonces el club no ha abandonado la categoría nacional, militando principalmente en la Segunda División B, salvo en un periodo de 1980 a 1987 en los cuales el club milita en la Tercera División, y a pesar de proclamarse cinco veces campeón, no consigue el ascenso hasta el año 1987. Desde entonces queda encuadrado en la Segunda División B, salvo en las temporadas 1991-92 y 2000-01, en las que milita en Tercera, pero en las que consigue de forma rápida el ascenso. En el año 1999 disputa por primera vez la liguilla de ascenso a Segunda, desde Segunda B, pero finaliza en cuarta posición, frustrándose así la primera intentona de ascenso a la división de plata del fútbol español desde los años 1960.

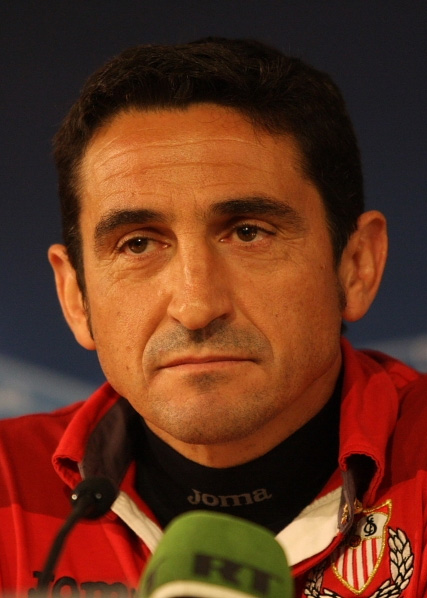
Manolo Jiménez

### 2000-2007: La era Manolo Jiménez
En el año 2000, y de la mano del presidente del Sevilla FC, Roberto Alés y del director deportivo del club, Ramón Rodríguez Verdejo (Monchi), toma las riendas del filial hispalense Manolo Jiménez, logrando el ascenso a Segunda División B de forma brillante arrasando en el Grupo X de Tercera División. En esta primera temporada cuenta con jugadores de la talla de Reyes y Antoñito. Posteriormente se conseguiría alcanzar, entre los años 2004 y 2007 cuatro clasificaciones consecutivas para disputar la liguilla de ascenso a Segunda División, dos de ellos como campeón del Grupo IV de Segunda División B. El 24 de junio de 2007, en su cuarto intento consecutivo, consigue el segundo ascenso a Segunda División de la historia del filial sevillista, gracias a la victoria conseguida en la prórroga frente al Burgos CF por 1-0 con gol de Manuel Ortiz Toribio (Lolo) en la eliminatoria final por el ascenso.

### 2007-2009: Segunda etapa en Segunda División
Tras la disputa de la 9.ª jornada, y tras la victoria ante el Elche CF por 2-1 que ubicaba al filial sevillista en la 4.ª posición clasificatoria, Manolo Jiménez abandona el Sevilla Atlético para dirigir al primer equipo, el cual se encontraba en una situación muy delicada tras la marcha de Juande Ramos al Tottenham Hotspur. El Sevilla Atlético es dirigido en la 10.ª jornada por Juan Calderón de forma transitoria hasta que Fermín Galeote, técnico del Sevilla C, tome las riendas del Sevilla Atlético. De la mano de Fermín Galeote el Sevilla Atlético realiza una buena temporada, finalizando 9.º clasificado de la Liga Adelante, con
56 puntos, alcanzando la permanencia en la Segunda División, por primera vez en la historia del filial sevillista, con solvencia.
En la temporada 2008-09 termina último al conseguir sólo 2 victorias contra Real Sociedad (1-0 con gol del finlandés Teemu Pukki) y Girona FC y 11 empates, lo que le hace volver a Segunda División B.

### 2009-2016: Vuelta a la Segunda División B
En la temporada 2010-11 jugó la fase de ascenso a la Segunda División tras terminar segundo en la temporada 2010-11. Fue eliminado en la segunda ronda por el CD Guadalajara, después de haber eliminado en la primera al Real Unión Club.

### 2016-2018: Tercera etapa en Segunda División
En la temporada 2015-16 asciende a la Segunda División 2016-17 tras concluir en el Grupo IV de la Segunda División B en tercera plaza y eliminar en Play-Offs a Unión Deportiva Socuéllamos, Unión Deportiva Logroñés y Club Lleida Esportiu, al cual eliminó en penaltis con un gol decisivo del portero José Antonio Caro
.
Tras una muy buena temporada, en la que el equipo no pisa los puestos de descenso, se confirma el 20 de mayo de 2017 de forma matemática la permanencia del club en la categoría de plata. El equipo finalizaría decimotercero, habiendo ocupado la segunda posición de la tabla en las jornadas 12 y 14.
La segunda temporada en segunda división, ya sin Diego Martínez, (el entrenador del ascenso, que fue fichado por el Club Atlético Osasuna), con la salida de varios jugadores clave (Iván Alejo "Ivi", traspasado al Levante, Toño Cotán al Real Valladolid y Diego González al Málaga) y con el exjugador del Sevilla Luis García Tevenet como entrenador (procedente del Hércules de Alicante) fue decepcionante desde el inicio, con el equipo ocupando puestos de descenso a Segunda División B desde la jornada 3 hasta el fin de la temporada, siendo colista 27 de las 42 jornadas del campeonato.

### 2018-2021: Reconstrucción de la plantilla
El equipo comienza la campaña 2018-19 en el Grupo IV de Segunda División B, con Luciano Martín Toscano "Luci" como entrenador y el club acabó justo en mitad de la tabla.Luci es sustituido en la siguiente temporada por Paco Gallardo y Carlos Marchena.
En la temporada 2020/21 la entidad sevillista decide que hay que rejuvenecer la plantilla. Así pues varios jugadores se marchan a distintos equipos rescindiendo su contrato, siendo fichados o cedidos, como es el caso de Genaro, Berrocal, Lara o el capitán Mena entre otros.

### 2021- Actualidad: Las nuevas categorías
Tras el descenso en la recién creada Primera Federación en la 2021-22, consigue mantenerse en la Segunda Federación en la temporada 2022-23 tras estar prácticamente desahuciado tras el parón invernal. Un final de temporada casi perfecto, hace que termine en la décima posición.
Al año siguiente se proclamó campeón del Grupo IV de la mano de Jesús Galván que había llegado al club tras el abandono de Antonio Hidalgo y su cuerpo técnico una vez comenzada la temporada.

## Escudo
El Sevilla Atlético retomó en la temporada 2006-07 al escudo que poseía en sus orígenes, siendo el contorno igual al del primer equipo, con forma de corazón, pero recorrido por uno de los monumentos más emblemáticos de la ciudad de Sevilla, la Giralda. De izquierda a derecha lo recorre una franja roja. Un balón de fútbol antiguo y las siglas SAC, de Sevilla Atlético Club, entrelazadas completan el escudo.

## Uniforme
- Uniforme titular: Camiseta blanca con una banda roja cruzando de izquierda a derecha, pantalón negro y medias negras.
- Uniforme suplente: Camiseta roja con una banda blanca cruzando de izquierda a derecha, pantalón rojo y medias rojas.
- Uniforme tercero o alternativo: Camiseta azul, pantalón azul y medias azules.

### Evolución
| 2016-2017 | 2017-2018 | 2018-2019 | 2019-2020 | 2020-2021 | 2021-2022 |

## Estadio
El Sevilla Atlético disputa habitualmente sus partidos oficiales en el campo Jesús Navas de la Ciudad Deportiva José Ramón Cisneros Palacios, con capacidad para 6000 espectadores. No obstante, cuando el equipo juega en Segunda División, disputa sus partidos en el Estadio Ramón Sánchez-Pizjuán con capacidad para 45 500 espectadores.

## Datos generales deportivos
| Concepto                                       | Cantidad | Temporadas                                             |
| ---------------------------------------------- | -------- | ------------------------------------------------------ |
| Temporadas en 2.ª                              | 5        | 1962-63 (Gr. II), 2007-08, 2008-09, 2016-17 y 2017-18. |
| Temporadas en 2.ª B                            | 28       |                                                        |
| Temporadas en 1.º RFEF                         | 3        | 2021-22, 2024-25 y 2025-26                             |
| Temporadas en 3.ª                              | 27       |                                                        |
| Temporadas en 2.ª RFEF                         | 2        | 2022-23, 2023-24                                       |
| Participaciones en la Copa del Rey             | 17       |                                                        |
| Ascensos a 2.ª logrados                        | 3        | 1962, 2007 y 2016.                                     |
| Liguillas de ascenso a 2.ª disputadas en total | 9        | 1961, 1962, 1999, 2004, 2005, 2006, 2007, 2011 y 2016. |
| Liguillas de ascenso a 2.ª desde 2.ª B         | 7        | 1999, 2004, 2005, 2006, 2007, 2011 y 2016.             |
| Liguillas de ascenso a 2.ª desde 3.ª           | 2        | 1961 y 1962.                                           |

### Estadísticas en Segunda División
- Debut: 1962-63.[18]
- Primer partido: Sevilla At 1-2 Tenerife (1962-63).
- Mejor puesto en la liga: 9.º en la temporada 2007-08.
- Peor puesto en la liga: 22.º en la temporada 2008-09.
- Mayor goleada conseguida: Sevilla At. 6-2 Real Valladolid (2016-17).
- Mayor goleada encajada: Hércules 8-0 Sevilla At. (2008-09).
- Partidos Jugados: 112
- Partidos Ganados: 24
- Partidos Empatados: 33
- Partidos Perdidos: 57
- Goles a Favor: 106
- Goles en Contra: 191
- Total puntos: 95
- Diferencia de goles: -85

### Estadísticas en Primera Federación
- Debut: 2021-22.
- Primer partido: Sevilla At 0-0 Sabadell.
- Mejor puesto en la liga: 17.º en la temporada 2021-22.
- Peor puesto en la liga: 17.º en la temporada 2021-22.
- Mayor goleada conseguida: Sevilla At. 4-1 San Fernando C.D. (2021-22); Sevilla At 5-2 Sanluqueño (2024-25).
- Mayor goleada encajada: Villarreal C.F. "B" 5-1 Sevilla At. (2021-22).
- Partidos Jugados: 38
- Partidos Ganados: 13
- Partidos Empatados: 7
- Partidos Perdidos: 18
- Goles a Favor: 36
- Goles en Contra: 55
- Total puntos: 46
- Diferencia de goles: -19

### Estadísticas en Segunda Federación
- Debut: 2022-23.
- Primer partido: Sevilla At 2-0 UCAM Murcia.
- Mejor puesto en la liga: Campeón 2023-24.
- Peor puesto en la liga: 10.º en la temporada 2022-23.
- Mayor goleada conseguida: Sevilla At.5-0 Cádiz Mirandilla (2023-24).
- Mayor goleada encajada: CP El Ejido 2-0 Sevilla At./Vélez C. F. 2-0 Sevilla At. (2022-23)/Antoniano 2-0 Sevilla At.(2023-24)/"Balona" 2-0 Sevilla At.(2023-24)/Marbella FC 2-0 Sevilla At.(2023-24).
- Partidos Jugados: 68
- Partidos Ganados: 31
- Partidos Empatados: 18
- Partidos Perdidos: 19
- Goles a Favor: 88
- Goles en Contra: 51
- Total puntos: 111
- Diferencia de goles: +37

### Estadísticas en Copa del Rey
- Debut: 1963
- Participaciones: 17 temporadas
- Primer partido: Constancia 2-1 Sevilla At. (1963)
- Mejor clasificación: Dieciseisavos de final (1963)
- Mayor goleada conseguida: Sevilla At. 4-1 Acero (Pto. de Sagunto) (1971)
- Mayor goleada encajada: Mirandés 4-1 Sevilla At. (1971)
- Eliminatorias Jugadas en: 28
- Eliminatorias Ganadas: 11
- Eliminatorias Perdidas: 17
- Partidos Jugados: 57
- Partidos Ganados: 17
- Partidos Empatados: 15
- Partidos Perdidos: 25
- Goles a Favor: 67
- Goles en Contra: 83
- Diferencia de goles: -16

## Organigrama deportivo

### Entrenadores
| Entrenador         | Periodo   |
| ------------------ | --------- |
| Diego Villalonga   | 1960-1963 |
| José María Busto   | 1963-1964 |
| Manolo Doménech    | 1964-1967 |
| Fernando Guillamón | 1967-1968 |
| Paco Antúnez       | 1968-1970 |
| Fernando Guillamón | 1970-1971 |
| Carlos Galbis      | 1971-1972 |
| Óscar Tosato       | 1972-1975 |
| Antonio Valero     | 1975-1976 |
| José Antonio Viera | 1976-1978 |
| Antonio Valero     | 1978-1980 |
| Manolo Cardo       | 1980-1981 |
| Antonio Rincón     | 1982-1984 |
| Tolo Plaza         | 1984-1985 |
| Juan Corbacho      | 1985-1988 |
| José Ángel Moreno  | 1988-1994 |

| Entrenador            | Periodo     |
| --------------------- | ----------- |
| Juan Carlos Álvarez   | 1994-1996   |
| Julián Rubio          | 1996-1998   |
| Juan Carlos Álvarez   | 1998-1999   |
| Ruíz Sosa             | 1999-2000   |
| Manolo Jiménez        | 2000-2007   |
| Fermín Galeote        | 2007-2009   |
| Diego Rodríguez       | 2009-2010   |
| Ramón Tejada          | 2010-2014   |
| Diego Martínez Penas  | 2014-2017   |
| Luis García Tevenet   | 2017-2018   |
| Luciano Martín        | 2018-2019   |
| Paco Gallardo         | 2019-2021   |
| Alejandro Acejo       | 2021-2022   |
| Antonio Hidalgo       | 2022-2023   |
| Jesús Galván Carrillo | 2023 - Act. |

## Palmarés

### Torneos nacionales
| Competición Nacional               | Títulos | Subcampeonatos                                         |
| ---------------------------------- | --- | ------------------------------------------------------ |
| Segunda División B de España (2/3) | 2004-05 (Gr. IV), 2006-07 (Gr. IV). | 1988-89 (Gr. III), 1998-99 (Gr. IV), 2010-11 (Gr. IV). |
| Tercera División de España (9/2)   | 1960-61 (Gr. XI), 1961-62 (Gr. XII), 1980-81 (Gr. X), 1982-83 (Gr. X), 1983-84 (Gr. X), 1985-86 (Gr. X), 1986-87 (Gr. X), 1991-92 (Gr. X), 2000-01 (Gr. X). | 1965-66 (Gr. XII), 1967-68 (Gr. XII).                  |
| Segunda Federación (1/0)           | 2023-24 (G.IV) |                                                        |

### Torneos amistosos
| Competiciones amistosas                    | Títulos           | Subcampeonatos |
| ------------------------------------------ | ----------------- | -------------- |
| Trofeo Ciudad del Torcal (Antequera) (3/0) | 1994, 2002, 2013. |                |
| Trofeo Ciudad de Utrera (3/0)              | 2017, 2018, 2023. |                |
| Memorial Manuel González Rodríguez (2/0)   | 2017, 2023        |                |
| Trofeo Ciudad de Mérida (1/0)              | 1990.             |                |
| Trofeo de Lucena (1/0)                     | 2007.             |                |
| Trofeo de la Bella (1/0)                   | 2018.             |                |
| Trofeo Ciudad de Palma (0/1)               |                   | 2017           |
| Trofeo de la Sal (0/2)                     |                   | 2019, 2023     |

## Evolución histórica del club
- 1958: Se constituye el “Sevilla Atlético Club” como club filial del Sevilla FC
- 1960-61: Campeón de Tercera División - Pierde con el Alavés la eliminatoria final por el ascenso
- 1961-62:  - Campeón de Tercera División - Gana al Lugo la eliminatoria final por el ascenso
- 1962-63:  - 15.º de Segunda División - Dieciseisavos de final de Copa
- 1963-64: 7.º de Tercera División
- 1964-65: 5.º de Tercera División
- 1965-66: 2.º de Tercera División
- 1966-67: 3.º de Tercera División
- 1967-68: 2.º de Tercera División
- 1968-69: 5.º de Tercera División
- 1969-70: 5.º de Tercera División - 3.ª Ronda de Copa
- 1970-71: 5.º de Tercera División - 2.ª Ronda de Copa
- 1971-72: 12.º de Tercera División - 2.ª Ronda de Copa
- 1972-73:  - 20.º de Tercera División - 1.ª Ronda de Copa
- 1973-74: 3.º en Primera Regional
- 1974-75: 2.º en Primera Regional
- 1975-76:  - 1.º en Primera Regional
- 1976-77: 10.º de Tercera División - 1.ª Ronda de Copa
- 1977-78: 13.º de Segunda División B - 2.ª Ronda de Copa
- 1978-79: 6.º de Segunda División B - 1.ª Ronda de Copa
- 1979-80:  - 18.º de Segunda División B - 2.ª Ronda de Copa
- 1980-81: Campeón de Tercera División
- 1981-82: 3.º de Tercera División - 3.ª Ronda de Copa
- 1982-83: Campeón de Tercera División - 1.ª Ronda de Copa
- 1983-84: Campeón de Tercera División - 1.ª Ronda de Copa
- 1984-85: 3.º de Tercera División - 1.ª Ronda de Copa
- 1985-86: Campeón de Tercera División - 1.ª Ronda de Copa
- 1986-87:  - Campeón de Tercera División - 1.ª
- 1987-88: 12.º de Segunda División B - 3.ª Ronda de Copa
- 1988-89: 2.º de Segunda División B - 1.ª Ronda de Copa
- 1989-90: 3.º de Segunda División B
- 1990-91:  - 18.º de Segunda División B
- 1991-92:  - Campeón de Tercera División
- 1992-93: 8.º de Segunda División B
- 1993-94: 14.º de Segunda División B
- 1994-95: 7.º de Segunda División B
- 1995: El “Sevilla Atlético” se ve obligado a cambiar su denominación a “Sevilla B” por imperativo legal
- 1995-96: 7.º de Segunda División B
- 1996-97: 9.º de Segunda División B
- 1997-98: 11.º de Segunda División B
- 1998-99: 2.º de Segunda División B - 4.º en la liguilla de ascenso
- 1999-00:  - 19.º de Segunda División B
- 2000-01:  - Campeón de Tercera División
- 2001-02: 11.º de Segunda División B
- 2002-03: 10.º de Segunda División B
- 2003-04: 3.º de Segunda División B - 2.º en la liguilla de ascenso
- 2004-05: Campeón de Segunda División B - Pierde con el Zamora en la 1.ª eliminatoria por el ascenso
- 2005-06: 3.º de Segunda División B - Pierde con el Salamanca la eliminatoria final por el ascenso
- 2006: Se recupera el nombre de “Sevilla Atlético”, se vuelve a la equipación y el escudo histórico de sus orígenes
- 2006-07:  - Campeón de Segunda División B - Gana al Burgos por 1-0 en la eliminatoria final por el ascenso
- 2007-08: 9.º de Segunda División
- 2008-09:  - 22.º de Segunda División
- 2009-10: 2.º de Segunda División B
- 2010-11: 2.º de Segunda División B
- 2011-12: 10.º de Segunda División B
- 2012-13: 14.º de Segunda División B
- 2013-14: 13.º de Segunda División B
- 2014-15: 14.º de Segunda División B
- 2015-16:  - 3.º de Segunda División B y asciende en Play-offs
- 2016-17: 13.º de Segunda División
- 2017-18: 22.º de Segunda División
- 2018-19: 10.º de Segunda División B
- 2019-20: 9.º de Segunda División B
- 2020-21: 4.º del subgrupo B del grupo 4.º Segunda División B y 1.º de su fase intermedia, pasa a la nueva Primera RFEF+
- 2021-22: 17.º en el Grupo II de Primera Federación.
- 2022-23: 10.º de Segunda Federación Grupo IV.
- 2023-24:  Campeón de Segunda Federación G. IV.
- 2024-25: 8.° de Primera Federación G. II.